# آرزاشکون
آرزاشکون یا آرزاشکو (ارمنی: Արզաշկուն; انگلیسی: Arzashkun) پایتخت ابتدایی پادشاهی اورارتو در سده نهم (پیش از میلاد) بود پیش از آنکه ساردوری یکم در سال ۸۳۲ (پیش از میلاد) پایتخت را به توشپا منتقل نماید. آرزاشکون دیوارها و برج‌های دوگانه داشت لیکن در دهه ۸۴۰ (پیش از میلاد) توسط شلمنسر سوم تسخیر شد.